# Susanne Petry
Susanne Petry (* 1973 in Freising, Bayern) ist ein ehemaliges deutsches Fotomodell, Tanzsportlerin, Fitnesstrainerin sowie Schönheitskönigin. Sie war Deutsche Meisterin (Hauptgruppe, A-Klasse) in den Standard- und Lateinamerikanischen Tänzen.

## Leben
Ende 1990 wurde die damals 18-Jährige als Miss Saarland zur Miss United Germany 1990/91 der Miss Germany Company gewählt.
Am 29. Juni 1991 wurde sie in Dakar (Senegal) zur Miss Europe 1990/91 gekrönt. Später wurde sie disqualifiziert. Den Grund hat der Veranstalter nicht bekannt gegeben. An ihre Stelle rückte die Zweitplatzierte, Katerina Michalopoulou aus Griechenland.
Im Dezember 1991 nahm sie an der Miss World teil und gewann 1992 die Krone der Miss Intercontinental in Eschweiler.
1992 war sie auf einer VHS-Videokassette zu sehen in: Bo Sheraton’s Modern Stretching. Der neue sanfte Weg zur Fitness. Optimale Ergänzungsübungen für jede Sportart und jede Altersgruppe. Aufwärmen, Dehnen – „Fit sein!“